# Pteragogus taeniops
Pteragogus taeniops es una especie de peces de la familia Labridae en el orden de los Perciformes.

## Morfología
Los machos pueden llegar alcanzar los 15 cm de longitud total.

## Distribución geográfica
Se encuentra desde Zanzíbar (Tanzania) hasta Mozambique y Sudáfrica.